# Ключики (Краснозоренский район)
Ключики — посёлок в Краснозоренском районе Орловской области России. 
Административный центр Труновского сельского поселения в рамках организации местного самоуправления и центр Труновского сельсовета в рамках административно-территориального устройства.

## География
Расположен в 9 км к востоку от райцентра, посёлка Красная Заря, и в 117 км к востоку от центра города Орёл.

## Население
| 2002 | 2010 |
| ---- | ---- |
| 362  | ↗406 |

Согласно результатам переписи 2002 года, в национальной структуре населения русские составляли 95 % от жителей.